# Dolores (1812)
La sumaca Dolores fue un buque corsario al servicio de las Provincias Unidas del Río de la Plata durante la lucha por la independencia.

## Historia
Con matrícula del puerto de Buenos Aires, el 4 de agosto de 1812 transportó un piquete de 80 hombres del Regimiento de Patricios al mando del teniente coronel Benito Álvarez capturando cinco lanchones del tráfico de la ciudad de Montevideo, luego del Combate del río Paraná, entre ellas el bergantín El Pájaro, que había sido capturado el 31 de julio de ese año por corsarios al servicio de Montevideo en la boca del río Colastiné cuando realizaba un viaje desde Paraguay a la ciudad de Santa Fe cargado con yerba mate.
Su propietario pidió participación en la represa por cuanto su buque había sido armado y utilizado para dicha acción.
No debe confundirse con la sumaca o goleta Dolores, alias La Jabonera, también al servicio de las Provincias Unidas del Río de la Plata desde su captura en agosto de 1812.